# ARM Cortex-A7 MPCore
ARM Cortex-A7 MPCore — процессорное ядро, разработанное ARM Holdings и реализующее архитектуру ARM v7. Было анонсировано в октябре 2011 года на ARM TechCon, кодовое имя разработки — Cortex-A7 «Kingfisher».

## Обзор
Ядро имело две основные задачи при разработке: в первую очередь стать более быстрой, энергоэффективной, и меньшей по размеру заменой Cortex A8. Вторая задача — использование в решениях архитектуры big.LITTLE, комбинирующей одно или несколько ядер Cortex A7 с одним или несколькими ядрами Cortex A15 в гетерогенной вычислительной системе. Для подобного использования ядро было создано полностью совместимым по архитектурным опциям с Cortex A15.
Ключевые особенности:
- Частично суперскалярный двухпутный (для целочисленных операций), очередной, 8-ступенчатый вычислительный конвейер с динамическим предсказанием ветвлений[2].
- Интегрированный SIMD-блок NEON (с АЛУ шириной 64 бита)
- Блок для операций над числами с плавающей точкой VFPv4
- Набор инструкций Thumb-2
- Jazelle RCT
- Аппаратная виртуализация
- Large Page Address Extensions (LPAE)
- Интегрированный кэш второго уровня (0-1 Мбайт)
- 1.9 DMIPS / МГц[2]
- Поддержка контроллера прерываний GIC-400 и кэш-когерентной шины CCI-400

Одно ядро Cortex-A7 (с NEON, VFPv4 и L1 кэшем 32+32 Кбайт) при производстве по техпроцессу TSMC 28 нм занимает порядка 0,5 мм² площади кристалла.